# Episodi di Un ciclone in convento (quarta stagione)
La quarta stagione di Un ciclone in convento è stata trasmessa sul canale tedesco Das Erste dal 4 gennaio al 29 marzo 2005.
In Italia è andata in onda dal 7 al 23 agosto 2006 su Rai 1.
| n° | Titolo originale        | Titolo italiano                     | Prima TV originale | Prima TV Italia |
| -- | ----------------------- | ----------------------------------- | ------------------ | --------------- |
| 1  | Zwei kleine Italiener   | Parla Napoli                        | 4 gennaio 2005     | 7 agosto 2006   |
| 2  | Letzte Vorstellung      | Al buon Dio verrà in mente qualcosa | 11 gennaio 2005    | 8 agosto 2006   |
| 3  | Traumfrau               | È morta una stella                  | 18 gennaio 2005    | 9 agosto 2006   |
| 4  | Alte Wunden             | Il passato ritorna                  | 25 gennaio 2005    | 10 agosto 2006  |
| 5  | Zuckerbrot und Peitsche | La donna di Kaltenthal              | 1º febbraio 2005   | 11 agosto 2006  |
| 6  | Schuss in den Ofen      | Cappuccini in giardino              | 8 febbraio 2005    | 14 agosto 2006  |
| 7  | Alles unter Kontrolle   | Suocere e allergie                  | 15 febbraio 2005   | 15 agosto 2006  |
| 8  | Bis aufs Mark           | Fino al midollo                     | 22 febbraio 2005   | 16 agosto 2006  |
| 9  | Geniestreich            | Il santo quark                      | 1º marzo 2005      | 17 agosto 2006  |
| 10 | Klassentreffen          | Indovina chi c'è a cena             | 8 marzo 2005       | 18 agosto 2006  |
| 11 | Racheengel              | Il Signore e la Roulette            | 15 marzo 2005      | 21 agosto 2006  |
| 12 | Stammhalter             | I miracoli accadono ancora          | 22 marzo 2005      | 22 agosto 2006  |
| 13 | Simsalabim              | La donna di spade                   | 29 marzo 2005      | 23 agosto 2006  |